# كاثرين كالفرت
كاثرين كالفرت (بالإنجليزية: Catherine Calvert)‏ هي ممثلة أمريكية، ولدت في 20 أبريل 1890 في الولايات المتحدة، وتوفيت بنفس المكان في 18 يناير 1971 بسبب مرض.

## وصلات خارجية
- كاثرين كالفرت على موقع IMDb (الإنجليزية)
- كاثرين كالفرت على موقع أول موفي (الإنجليزية)
- كاثرين كالفرت على موقع قاعدة بيانات برودواي على الإنترنت (الإنجليزية)
- كاثرين كالفرت على موقع قاعدة بيانات الفيلم (الإنجليزية)